# Glodu, Suceava
Glodu este un sat în comuna Panaci din județul Suceava, Moldova, România. Se află la poalele munților Călimani.
 Acest articol despre o localitate din județul Suceava este deocamdată un ciot. Puteți ajuta Wikipedia prin completarea lui.